# 香港建設控股
香港建設（控股）有限公司（Hong Kong Construction（Holdings）Limited），於1973年成立，當時由瑛擔任公司主席，簡稱香港建設，當時名為熊谷組（香港）有限公司，也是當時日本熊谷組香港的分公司。2004年4月，創達集團有限公司成為香港建設的主要股東。現時公司主攻中國大陸基建，主席及主要持股人是黃志源父子。 至2004年，公司再改名為香港建設（控股）有限公司。現時設於旗下物業尖沙咀東的東海商業中心，於1982年落成。
業務在中國內地經營房地產和風力發電行業。
熊谷組在1963年，香港經歷旱災後，政府斥資與建水輸水系統，用作輸送東江水，熊谷組有份參與這次東深供水工程項目，這是集團首度踏足香港，而熊谷組真正的大中華辦事處位於觀塘商貿區，並且於1961年成立。公司更在香港承建了港鐵天后站、東區海底隧道及西區海底隧道。1990年代，香港分公司董事之一為後來的商務及經濟發展局前局長、港鐵公司主席馬時亨。

## 連結
- hkcholdings.com （页面存档备份，存于）